# 布萊德利·惠特福德
布萊德利·惠特福德（英語：Bradley Whitford，1959年10月10日—）是美國的一位演員。他在NBC電視劇白宫群英中飾演白宮副幕僚長，憑該角色獲得過3次黃金時段艾美獎提名，並且贏得過2001年的獎項。
此後他憑他在透明家庭和使女的故事的演出分別在2015年和2019年再贏得2次黃金時段艾美獎。